# Čeněk Pospíšil
Čeněk Pospíšil (3. ledna 1875 Dolní Bučice – 23. srpna 1917 Čepovan) byl rakouský a český politik ze Slezska, na počátku 20. století poslanec Říšské rady.

## Biografie
Původní profesí byl pekařem, od 90. let 19. století aktivní v sociální demokracii coby odborový předák a politik. Pracoval jako úředník krajské nemocenské pokladny ve Slezské Ostravě.
Na počátku 20. století se zapojil i do celostátní politiky. Ve volbách do Říšské rady roku 1907, konaných poprvé podle všeobecného a rovného volebního práva, se stal poslancem Říšské rady (celostátní zákonodárný sbor) za obvod Slezsko 12. Usedl do poslanecké frakce Klub českých sociálních demokratů.
Za světové války bojoval v rakousko-uherské armádě a padl při 11. italské ofenzívě na Soči, na italské frontě poblíž obce Čepovan v dnešním Slovinsku. Zemřel, když byl zasažen leteckou pumou.